# Vyšná Olšava
Vyšná Olšava (1973–1980 sowie bis 1948 „Vyšná Oľšava“; ungarisch Felsőolsva – bis 1907 Felsőolcsva) ist eine Gemeinde im Nordosten der Slowakei mit 623 Einwohnern (Stand 31. Dezember 2024), die zum Okres Stropkov, einem Kreis des Prešovský kraj gehört.

## Geographie

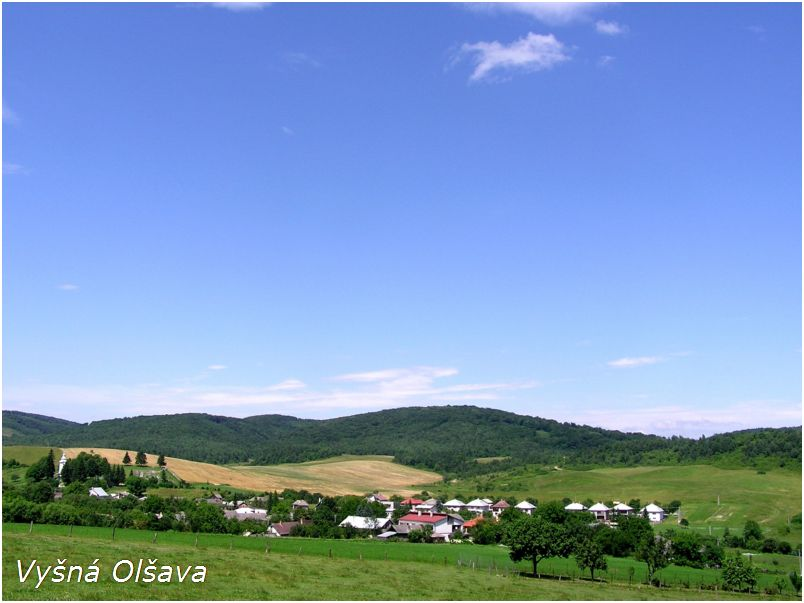
Vyšná Olšava

Die Gemeinde befindet sich im Bergland Ondavská vrchovina innerhalb der Niederen Beskiden, im Tal des Flüsschens Olšavka im Einzugsgebiet der Ondava. Das Ortszentrum liegt auf einer Höhe von 219 m n.m. und ist 11 Kilometer von Stropkov entfernt.
Nachbargemeinden sind Šandal im Norden, Nižná Olšava im Osten und Südosten, Kručov und Fijaš im Süden, Matovce im Südwesten und Okrúhle im Nordwesten.

## Geschichte
Vyšná Olšava wurde zum ersten Mal 1382 als Elsewa schriftlich erwähnt, weitere historische Namen sind Olsua (1391), Felsew Elswa (1394), Ilswa (1410), Felsew Olswa (1474) und Wissní Olssawy (1808). Es gehörte zuerst zum Herrschaftsgut der Burg Čičava, 1493 zum Herrschaftsgut von Makovica; im selben Jahr gab es 11 Höfe, davon acht verlassene. Im 18. Jahrhundert war das Dorf Besitz des Geschlechts Dessewffy und anderen Familien. 1715 hatte die Ortschaft 34 verlassene und 22 bewohnte Haushalte, 1828 zählte man 56 Häuser und 449 Einwohner, die als Holzfäller und Landwirte beschäftigt waren.
Bis 1918 gehörte der im Komitat Semplin liegende Ort zum Königreich Ungarn und kam danach zur Tschechoslowakei beziehungsweise heute Slowakei. In der Zeit der ersten tschechoslowakischen Republik änderten sich die Haupteinnahmequellen nicht. Nach dem Zweiten Weltkriege arbeitete ein Teil der Bevölkerung in Industriebetrieben in der nahen Stadt Stropkov.

## Bevölkerung
| Jahr                | 1994 | 2004     | 2014    | 2024    |
| ------------------- | ---- | -------- | ------- | ------- |
| Anzahl der Personen | 525  | 599      | 643     | 623     |
| Unterschied         |      | +14,09 % | +7,34 % | −3,11 % |

| Jahr                | 2023 | 2024    |
| ------------------- | ---- | ------- |
| Anzahl der Personen | 629  | 623     |
| Unterschied         |      | −0,95 % |

Nach der Volkszählung 2011 wohnten in Vyšná Olšava 602 Einwohner, davon 538 Slowaken, 27 Roma, 20 Russinen und ein Ukrainer. 16 Einwohner machten keine Angabe zur Ethnie.
497 Einwohner bekannten sich zur griechisch-katholischen Kirche, 65 Einwohner zur römisch-katholischen Kirche, 18 Einwohner zur orthodoxen Kirche und vier Einwohner zur Evangelischen Kirche A. B. Bei 18 Einwohnern wurde die Konfession nicht ermittelt.

## Bauwerke
- griechisch-katholische Kirche Johannes der Täufer im gemischten barock-klassizistischen Stil, gegen 1800 errichtet

## Söhne und Töchter der Gemeinde
- Michail Balugjanski (1769–1847), wissenschaftlicher Schriftsteller und Pädagoge